# На большом воздушном шаре
«На большом воздушном шаре» — песня, написанная Егором Солодовниковым и записанная украинской певицей Ёлкой, для её четвёртого студийного альбома «Точки расставлены» (2011). Композиция была выпущена как второй сингл с альбома в 2011 году и возглавила российский радиочарт, продержавшись на первом месте восемь недель подряд.

## Предыстория и релиз
После успеха песни «Прованс», Ёлка продолжила сотрудничество с Егором Солодовниковым, который написал новую песню «На большом воздушном шаре». Певица рассказывала, что композиция стала, на тот момент, самой «легкомысленной из всех песен, которые [она] когда-либо записывала». На примере успеха двух первых песен артистка поняла, что публике не хватает развлекательной музыки: «На примере „Шара“ и „Прованса“ стало понятно, что людям не хватает светлой музыки, под которую бы они отдыхали. Светлой, хипповой и ироничной музыки. „Воздушный шар“ я записывала как максимальный стёб над собой и шлягерами советского диско», — говорила певица.
Запись песни проходила на киевской студии Troy Zvukozapys, под руководством продюсера Евгения Ступки. Композиция была записана с живым инструментальным составом: барабаны, бас, гитара и клавишные. Аранжировкой занимался Алексей Кривошеев. Релиз сингла на радио состоялся 25 мая 2011 года, через систему Tophit.

## Музыка и текст
«На большом воздушном шаре» — это поп-композиция, с большим влиянием музыкальных стилей диско и новая волна. Ёлка рассказывала, что записывала песню, как своеобразный шарж на шлягеры советского диско. Согласно нотным листам, изданным на Melodyforever.ru, песня записана в быстром темпе в 135 ударов в минуту, в размере такта в 4/4. Основная гармоническая последовательность композиции, записанной в тональности Ми минор, состоит из аккордов: Em — D — Em — B.
В интервью Гуру Кену артистка объясняла по поводу её внутреннего восприятия данной песни: «В ней я стебусь над собой и над всем остальным. Она создает такое позитивное настроение, от которого мне самой очень сложно избавиться. Когда я её пою, эмоционально возвращаюсь к той семилетней восторженной Лизе, которой только что подарили необыкновенный подарок, а вокруг волшебная радуга».

## Реакция критики
Песня, также как и «Прованс», получила положительные отзывы от критиков и занимала 5 место в «Экспертном чарте» портала RedStarMusic.ru в августе 2011 года. На сайте проекта «МирМэджи» негативно отозвались о песне, отмечая, что повторить успеха «Прованса» она не сможет. «…и это ни сколечко не удивляет, — писали в издании. — Редко кто в наше время может выдать хит один за другим». Редакция музыкального раздела Lenta.ru внесла композицию «На большом воздушном шаре» в свой список главных песен 2011 года.

## Список композиций
- Цифровой сингл[10]

| №  | Название                    | Автор(ы)          | Длительность |
| -- | --------------------------- | ----------------- | ------------ |
| 1. | «На большом воздушном шаре» | Егор Солодовников | 3:12         |

- Радиосингл[11]

| №  | Название                                                | Автор(ы)          | Длительность |
| -- | ------------------------------------------------------- | ----------------- | ------------ |
| 1. | «На большом воздушном шаре»                             | Егор Солодовников | 3:12         |
| 2. | «На большом воздушном шаре» (DJ Noiz & DJ Maxtal Remix) | Егор Солодовников | 3:11         |

## Участники записи
| - Ёлка — вокал - Егор Солодовников — автор (слова и музыка) - Евгений Ступка — продюсер, клавишные - С. Добровольский — запись и сведение, гитара | - Алексей Кривошеев — аранжировка - Ф. Яночкин — барабаны - Д. Бем — бас |

## Чарты
| Страна/территория (Чарт)            | Высшая позиция |
| ----------------------------------- | -------------- |
| СНГ (Tophit Общий Топ-100)          | 1              |
| СНГ (Tophit Топ-100 по заявкам)     | 1              |
| Россия (Tophit Российский Топ-100)  | 1              |
| Россия (2М. Топ-10 Цифровые треки)  | 2              |
| Украина (Tophit Украинский Топ-100) | 3              |

| Страна/территория (Чарт, 2011)      | Высшая позиция |
| ----------------------------------- | -------------- |
| СНГ (Tophit Общий Топ-100)          | 21             |
| Россия (Tophit Российский Топ-100)  | 8              |
| Россия (Tophit Топ-100 по заявкам)  | 15             |
| Украина (Tophit Украинский Топ-100) | 17             |
| Украина (Tophit Киевский Топ-100)   | 23             |